# Papyrus Graecus Holmiensis
O Papyrus Graecus Holmiensis, também conhecido como Papiro de Estocolmo, foi escrito possivelmente entre os séculos III e IV d.C. e trata de receitas químicas utilizadas no Egito entre os séculos I e III dC. Ele está escrito em grego antigo e possui traduções completas com comentários em alemão, por Otto Lagercrantz, e em inglês, por Earle Radcliffe Caley. O Papiro de Leyden é proveniente da mesma fonte e foi escrito pela mesma mão de um autor desconhecido, com uma tinta quimicamente idêntica. A tinta, por sua vez, liga ambas aos Papiros Mágicos Gregos. Ambos os manuscritos foram vendidos para o governo da Holanda no ano de mil oitocentos e vinte e oito pelo vice-cônsul da Suécia em Alexandria, Egito, Johann d'Anastasy.  
O Papiro de Estocolmo é composto por quinze papiros avulsos em excelente estado de preservação, esses possuindo cerca de trinta centímetros de comprimento e aproximadamente dezesseis centímetros de largura, tamanho quase correspondente às folhas duplas do Papiro de Leyden. Há entre quarenta e uma a quarenta e sete linhas escritas com letras maiúsculas em grego em cada página, essas que são numeradas consecutivamente, embora as receitas separadas não o sejam, sendo assim simplesmente uma coleção de receitas com poucos vestígios de quaisquer considerações teóricas. Estão presentes nestas escrituras alquímicas um total de cento e cinquenta e quatro receitas, porém com inúmeras duplicações, abreviações e omissões nas mesmas, essas servindo possivelmente como apenas lembretes para aqueles cujas habilidades práticas e conhecimentos prévios já sejam existentes e bem trabalhados.  
Dentre as cento e cinquenta e quatro receitas, apenas nove delas são relacionadas à metais, como estanho ou prata, cerca de setenta delas tratam-se da arte de imitar pedras preciosas, semipreciosas e minérios, como esmeralda, rubi, ametista, lápis lazuli, pedra do sol, entre outros, além do trabalho para melhorar as aparências dos exemplares genuínos, ou realizar processos como corrosão, abertura de pedras, fervura das mesmas, amolecimento, entre outros. O restante presente trata-se principalmente dos processos de mordentação, extração e preparação de tinturas e tecidos.
As escrituras fazem alusão a Demikristo (pseudo-Demócrito, termo utilizado para referir-se a autores anônimos que foram falsamente atribuídos ao filósofo Demócrito), um alquimista grego que viveu por volta de 100 dC. A figura de  Zózimo de Panópolis também deixou receitas alquímicas similares.